# Heuglins graszanger

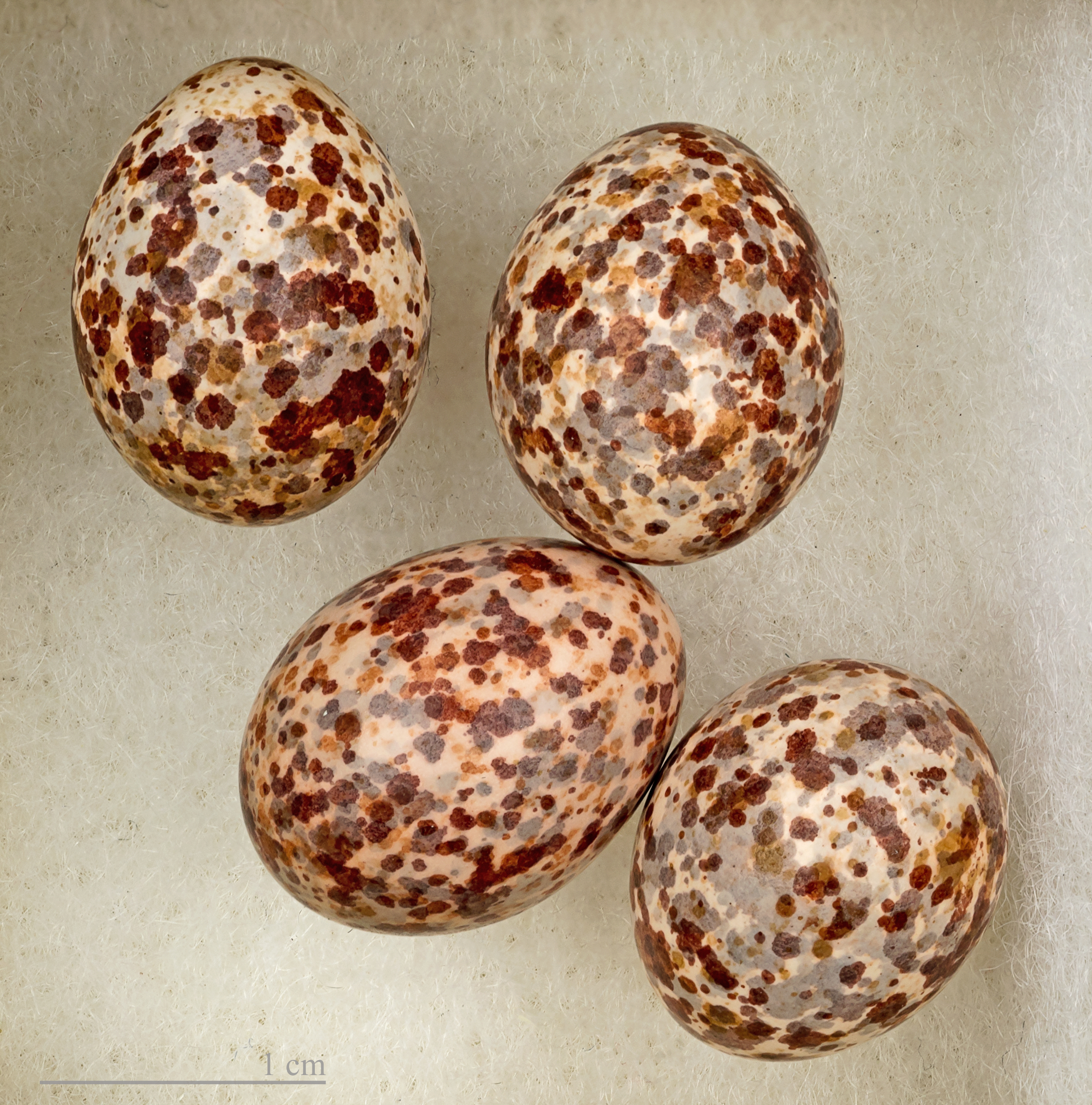
Eggs of Cisticola marginatus amphilectus

Heuglins graszanger (Cisticola marginatus) is een zangvogel uit de familie Cisticolidae. De Nederlandse naam verwijst naar de Duitse ornitholoog Theodor von Heuglin die deze vogel in 1869 wetenschappelijk heeft beschreven.

## Verspreiding en leefgebied
Deze soort komt voor in westelijk, centraal en oostelijk Afrika en telt vijf ondersoorten:
- C. m. marginatus amphilectus: van Mauritanië en Senegal tot Ghana, zuidwestelijk Kameroen en noordwestelijk Angola.
- C. m. zalingei: van noordelijk Nigeria tot westelijk Soedan.
- C. m. marginatus: zuidelijk Soedan en noordelijk Oeganda.
- C. m. nyansae: van centraal Congo-Kinshasa tot Oeganda en Kenia.
- C. m. suahelicus: zuidoostelijk Congo-Kinshasa, Tanzania en noordoostelijk Zambia.

## Status
De grootte van de populatie is niet gekwantificeerd maar de soort wordt omschreven als plaatselijk algemeen. Op de Rode lijst van de IUCN heeft deze soort de status niet bedreigd.